# Puding (Pino)
Puding is een bestuurslaag in het regentschap Bengkulu Selatan van de provincie Bengkulu, Indonesië. Puding telt 710 inwoners (volkstelling 2010).